# Magyarországi gimnáziumok és középiskolák rangsorai
A gimnáziumok és középiskolák rangsorai magyarországi középoktatási intézményeket tartalmazó és rangsoroló listák, amelyeket a HVG állít össze évente, több tényező alapján.

## Korábbi sorrendek
|     | 1997–2002                                                       |
| --- | --------------------------------------------------------------- |
| 1.  | Révai Miklós Gimnázium (Győr)                                   |
| 2.  | Zrínyi Miklós Gimnázium (Zalaegerszeg)                          |
| 3.  | Földes Ferenc Gimnázium                                         |
| 4.  | Lovassy László Gimnázium                                        |
| 5.  | Budapesti Fazekas Mihály Gyakorló Általános Iskola és Gimnázium |
| 6.  | Krúdy Gyula Gimnázium (Nyíregyháza)                             |
| 7.  | Lehel Vezér Gimnázium                                           |
| 8.  | Varga Katalin Gimnázium (Szolnok)                               |
| 9.  | Szombathelyi Nagy Lajos Gimnázium                               |
| 10. | Szent István Gimnázium (Budapest)                               |

## A HVG által összeállított sorrend

### 2001–2010 között
|     | 2002                                                            | 2003                                                            | 2004                                                            | 2009                                                            | 2010                                                            |
| --- | --------------------------------------------------------------- | --------------------------------------------------------------- | --------------------------------------------------------------- | --------------------------------------------------------------- | --------------------------------------------------------------- |
| 1.  | Budapesti Fazekas Mihály Gyakorló Általános Iskola és Gimnázium | ELTE Apáczai Csere János Gyakorló Gimnázium és Kollégium        | Budapesti Fazekas Mihály Gyakorló Általános Iskola és Gimnázium | Budapesti Fazekas Mihály Gyakorló Általános Iskola és Gimnázium | Budapesti Fazekas Mihály Gyakorló Általános Iskola és Gimnázium |
| 4.  | ELTE Apáczai Csere János Gyakorló Gimnázium és Kollégium        | Budapesti Fazekas Mihály Gyakorló Általános Iskola és Gimnázium | Zrínyi Miklós Gimnázium (Zalaegerszeg)                          | Kossuth Lajos Gimnázium (Debrecen)                              | ELTE Radnóti Miklós Gyakorlóiskola                              |
| 3.  | ELTE Radnóti Miklós Gyakorlóiskola                              | Piarista Gimnázium                                              | Révai Miklós Gimnázium                                          | Révai Miklós Gimnázium                                          | Révai Miklós Gimnázium (Győr)                                   |
| 4.  | Szent István Gimnázium                                          | Pannonhalmi Bencés Gimnázium és Szakkollégium                   | Krúdy Gyula Gimnázium                                           |                                                                 | Krúdy Gyula Gimnázium (Nyíregyháza)                             |
| 5.  | Pannonhalmi Bencés Gimnázium és Szakkollégium                   | Szent István Gimnázium                                          | Bolyai János Gyakorló Általános Iskola és Gimnázium             |                                                                 | Bolyai János Gyakorló Általános Iskola és Gimnázium             |
| 6.  | SZTE Gyakorló Gimnázium és Általános Iskola                     | ELTE Radnóti Miklós Gyakorlóiskola                              | Földes Ferenc Gimnázium                                         |                                                                 | Zrínyi Miklós Gimnázium (Zalaegerszeg)                          |
| 7.  | Piarista Gimnázium                                              | Bányai Júlia Gimnázium (Kecskemét)                              | Lovassy László Gimnázium                                        |                                                                 | ELTE Apáczai Csere János Gyakorló Gimnázium és Kollégium        |
| 8.  | Teleki Blanka Gimnázium és Általános Iskola (Székesfehérvár)    | Veres Péter Gimnázium                                           | Lehel Vezér Gimnázium                                           |                                                                 | Toldy Ferenc Gimnázium                                          |
| 9.  | Berzsenyi Dániel Gimnázium                                      | Zrínyi Miklós Gimnázium (Zalaegerszeg)                          | Herman Ottó Gimnázium                                           |                                                                 | Nyíregyházi Kölcsey Ferenc Gimnázium                            |
| 10. | Németh László Gimnázium (Budapest)                              | Tóth Árpád Gimnázium                                            | Zrínyi Ilona Gimnázium (Nyíregyháza)                            |                                                                 | Kossuth Lajos Gimnázium (Debrecen)                              |

### 2011–2020 között
|     | 2011                                                            | 2014                                                            | 2015                                                                                | 2016                                                            | 2017                                                            | 2018                                                            | 2019                                                            | 2020                                                            |
| --- | --------------------------------------------------------------- | --------------------------------------------------------------- | ----------------------------------------------------------------------------------- | --------------------------------------------------------------- | --------------------------------------------------------------- | --------------------------------------------------------------- | --------------------------------------------------------------- | --------------------------------------------------------------- |
| 1.  | ELTE Radnóti Miklós Gyakorlóiskola                              | Budapesti Fazekas Mihály Gyakorló Általános Iskola és Gimnázium | Budapesti Fazekas Mihály Gyakorló Általános Iskola és Gimnázium                     | Budapesti Fazekas Mihály Gyakorló Általános Iskola és Gimnázium | Budapesti Fazekas Mihály Gyakorló Általános Iskola és Gimnázium | Budapesti Fazekas Mihály Gyakorló Általános Iskola és Gimnázium | ELTE Radnóti Miklós Gyakorlóiskola                              | Budapesti Fazekas Mihály Gyakorló Általános Iskola és Gimnázium |
| 2.  | Budapesti Fazekas Mihály Gyakorló Általános Iskola és Gimnázium | ELTE Radnóti Miklós Gyakorlóiskola                              | Eötvös József Gimnázium                                                             | ELTE Radnóti Miklós Gyakorlóiskola                              | Eötvös József Gimnázium                                         | Eötvös József Gimnázium                                         | Toldy Ferenc Gimnázium                                          | ELTE Radnóti Miklós Gyakorlóiskola                              |
| 3.  | Eötvös József Gimnázium                                         | Szent István Gimnázium                                          | Veres Péter Gimnázium / Szent István Gimnázium / ELTE Radnóti Miklós Gyakorlóiskola | Eötvös József Gimnázium                                         | Toldy Ferenc Gimnázium                                          | ELTE Radnóti Miklós Gyakorlóiskola                              | Eötvös József Gimnázium                                         | Eötvös József Gimnázium                                         |
| 4.  | Révai Miklós Gimnázium                                          | ELTE Apáczai Csere János Gyakorló Gimnázium és Kollégium        | Veres Péter Gimnázium / Szent István Gimnázium / ELTE Radnóti Miklós Gyakorlóiskola | Lovassy László Gimnázium                                        | Szent István Gimnázium                                          | Toldy Ferenc Gimnázium                                          | Budapesti Fazekas Mihály Gyakorló Általános Iskola és Gimnázium | Toldy Ferenc Gimnázium                                          |
| 5.  | Herman Ottó Gimnázium                                           | Veres Péter Gimnázium                                           | Veres Péter Gimnázium / Szent István Gimnázium / ELTE Radnóti Miklós Gyakorlóiskola | ELTE Apáczai Csere János Gyakorló Gimnázium és Kollégium        | ELTE Apáczai Csere János Gyakorló Gimnázium és Kollégium        | Deák Téri Evangélikus Gimnázium                                 | Szent István Gimnázium                                          | ELTE Trefort Ágoston Gyakorlóiskola                             |
| 6.  | Bolyai János Gyakorló Általános Iskola és Gimnázium             | Piarista Gimnázium                                              | ELTE Trefort Ágoston Gyakorlóiskola                                                 | ELTE Trefort Ágoston Gyakorlóiskola                             | Városmajori Gimnázium                                           | Városmajori Gimnázium                                           | ELTE Apáczai Csere János Gyakorló Gimnázium és Kollégium        |                                                                 |
| 7.  | Lovassy László Gimnázium                                        | Lovassy László Gimnázium                                        | ELTE Apáczai Csere János Gyakorló Gimnázium és Kollégium                            | Városmajori Gimnázium                                           | ELTE Trefort Ágoston Gyakorlóiskola                             | ELTE Trefort Ágoston Gyakorlóiskola                             | ELTE Trefort Ágoston Gyakorlóiskola                             |                                                                 |
| 8.  | Magyar-Angol Tannyelvű Gimnázium (Balatonalmádi)                | Eötvös József Gimnázium                                         | Városmajori Gimnázium                                                               | Veres Péter Gimnázium                                           | ELTE Radnóti Miklós Gyakorlóiskola                              | Szent István Gimnázium                                          | Lovassy László Gimnázium                                        |                                                                 |
| 9.  | ELTE Apáczai Csere János Gyakorló Gimnázium és Kollégium        | Krúdy Gyula Gimnázium                                           | XXII. Kerületi Kempelen Farkas Gimnázium                                            | Toldy Ferenc Gimnázium                                          | Lovassy László Gimnázium                                        | Kazinczy Ferenc Gimnázium és Kollégium (Győr)                   | Kazinczy Ferenc Gimnázium és Kollégium (Győr)                   |                                                                 |
| 10. | Szent István Gimnázium                                          | Toldy Ferenc Gimnázium                                          | Deák Téri Evangélikus Gimnázium                                                     | Budaörsi Illyés Gyula Gimnázium és Közgazdasági Szakközépiskola | Zrínyi Miklós Gimnázium (Zalaegerszeg)                          | Fazekas Mihály Gimnázium (Debrecen)                             | Veres Péter Gimnázium                                           |                                                                 |

### 2021-től
|     | 2021                                                                                      | 2022                                                                                     | 2023                                                                                           | 2024                                                            | 2025                                                            |
| --- | ----------------------------------------------------------------------------------------- | ---------------------------------------------------------------------------------------- | ---------------------------------------------------------------------------------------------- | --------------------------------------------------------------- | --------------------------------------------------------------- |
| 1.  | Budapesti Fazekas Mihály Gyakorló Általános Iskola és Gimnázium / Eötvös József Gimnázium | Eötvös József Gimnázium /Budapesti Fazekas Mihály Gyakorló Általános Iskola és Gimnázium | ELTE Radnóti Miklós Gyakorlóiskola                                                             | Budapesti Fazekas Mihály Gyakorló Általános Iskola és Gimnázium | Eötvös József Gimnázium                                         |
| 2.  | Budapesti Fazekas Mihály Gyakorló Általános Iskola és Gimnázium / Eötvös József Gimnázium | Eötvös József Gimnázium /Budapesti Fazekas Mihály Gyakorló Általános Iskola és Gimnázium | Eötvös József Gimnázium / Budapesti Fazekas Mihály Gyakorló Általános Iskola és Gimnázium      | Eötvös József Gimnázium                                         | ELTE Trefort Ágoston Gyakorlóiskola                             |
| 3.  | ELTE Radnóti Miklós Gyakorlóiskola                                                        | ELTE Radnóti Miklós Gyakorlóiskola                                                       | Eötvös József Gimnázium / Budapesti Fazekas Mihály Gyakorló Általános Iskola és Gimnázium      | ELTE Radnóti Miklós Gyakorlóiskola                              | Budapesti Fazekas Mihály Gyakorló Általános Iskola és Gimnázium |
| 4.  | ELTE Trefort Ágoston Gyakorlóiskola                                                       | ELTE Trefort Ágoston Gyakorlóiskola                                                      | Toldy Ferenc Gimnázium                                                                         | Veres Péter Gimnázium                                           | ELTE Radnóti Miklós Gyakorlóiskola                              |
| 5.  | Toldy Ferenc Gimnázium                                                                    | Toldy Ferenc Gimnázium                                                                   | ELTE Apáczai Csere János Gyakorló Gimnázium és Kollégium / ELTE Trefort Ágoston Gyakorlóiskola | ELTE Trefort Ágoston Gyakorlóiskola                             | ELTE Apáczai Csere János Gyakorló Gimnázium és Kollégium        |
| 6.  | Veres Péter Gimnázium / ELTE Apáczai Csere János Gyakorló Gimnázium és Kollégium          | Veres Péter Gimnázium / ELTE Apáczai Csere János Gyakorló Gimnázium és Kollégium         | ELTE Apáczai Csere János Gyakorló Gimnázium és Kollégium / ELTE Trefort Ágoston Gyakorlóiskola | Deák Téri Evangélikus Gimnázium                                 | Madách Imre Gimnázium                                           |
| 7.  | Veres Péter Gimnázium / ELTE Apáczai Csere János Gyakorló Gimnázium és Kollégium          | Veres Péter Gimnázium / ELTE Apáczai Csere János Gyakorló Gimnázium és Kollégium         | Városmajori Gimnázium / Budaörsi Illyés Gyula Gimnázium                                        | ELTE Apáczai Csere János Gyakorló Gimnázium és Kollégium        | Deák Téri Evangélikus Gimnázium                                 |
| 8.  | Fazekas Mihály Gimnázium (Debrecen)                                                       | Fazekas Mihály Gimnázium (Debrecen)                                                      | Városmajori Gimnázium / Budaörsi Illyés Gyula Gimnázium                                        | Toldy Ferenc Gimnázium                                          | Veres Pálné Gimnázium                                           |
| 9.  | Városmajori Gimnázium                                                                     | Városmajori Gimnázium                                                                    | Madách Imre Gimnázium                                                                          | Városmajori Gimnázium                                           | Veres Péter Gimnázium                                           |
| 10. | Szent István Gimnázium                                                                    | Szent István Gimnázium                                                                   | Lovassy László Gimnázium                                                                       | Lovassy László Gimnázium                                        | Lovassy László Gimnázium                                        |

## MCC-OH Országos Gimnáziumi Rangsor

### 2025-től
A Magyarország 100 legjobb gimnáziumát rangsoroló Mathias Corvinus Collegium (MCC) értékelés az Oktatási Hivatal (OH) közreműködésével elsőként 2025. február 6-án jelent meg a Mandiner mellékletében. Összeállításakor 2025-ben 400 iskolának vizsgálták meg az Oktatási Hivatalban rendelkezésre álló, közhiteles adatait, és alakult ki ezek „TOP100”-as sorrendje.
|     | 2025                                                                  |
| --- | --------------------------------------------------------------------- |
| 1.  | Budapesti Fazekas Mihály Gyakorló Általános Iskola és Gimnázium       |
| 2.  | ELTE Radnóti Miklós Gyakorló Általános Iskola és Gyakorló Gimnázium   |
| 3.  | Lovassy László Gimnázium (Veszprém)                                   |
| 4.  | Békásmegyeri Veres Péter Gimnázium                                    |
| 5.  | Kőrösi Csoma Sándor Két Tanítási Nyelvű Baptista Gimnázium (Budapest) |
| 6.  | Budapest V. Kerületi Eötvös József Gimnázium                          |
| 7.  | ELTE Apáczai Csere János Gyakorló Gimnázium és Kollégium (Budapest)   |
| 8.  | Berzsenyi Dániel Gimnázium (Budapest)                                 |
| 9.  | Budaörsi Illyés Gyula Gimnázium, Technikum és Szakképző Iskola        |
| 10. | Szent István Gimnázium (Budapest)                                     |

## Hozzáadott érték alapján összeállított sorrend
|     | 2014                                                             |
| --- | ---------------------------------------------------------------- |
| 1.  | Dobó Katalin Gimnázium                                           |
| 2.  | Lehel Vezér Gimnázium                                            |
| 3.  | Mezőtúri Református Kollégium                                    |
| 4.  | Kisfaludy Sándor Gimnázium                                       |
| 5.  | Bonyhádi Petőfi Sándor Evangélikus Gimnázium és Kollégium        |
| 6.  | Hőgyes Endre Gimnázium és Szakközépiskola                        |
| 7.  | Borsod-Abaúj-Zemplén Megyei Önkormányzat József Attila Gimnázium |
| 8.  | Kazinczy Ferenc Gimnázium és Kollégium                           |
| 9.  | Révai Miklós Gimnázium (Győr)                                    |
| 10. | Szent István Gimnázium (Budapest)                                |

## Kritika
A rangsorolást számos kritika érte az elmúlt évtizedben.
Nahalka István egy alternatív rangsort hozott létre amely a hozzáadott értéket mutatja meg. A kritika lényege, hogy a magyarországi elitgimnáziumok nagyon megszűrik, hogy kit vesznek fel, így a legkiválóbb diákokkal elért eredmény nem feltétlen az oktatás minőségét mutatja meg. A 2014-es rangsort a  Szent István Gimnázium (Budapest) vezeti, második helyen a Szinyei Merse Pál Gimnázium, a harmadik helyen pedig az Alternatív Közgazdasági Gimnázium szerepel.
2015-ben Joób Sándor az Indexen megjelent cikkében megkérdőjelezi a rangor validitását. Cikkjében Nahalka István oktatáskutató által készített rangsort említi. Az alternatív rangsor más szempontból értékeli a középiskolákat, mint a HVG, mert azt mutatja meg, hogy melyik iskola tud a legtöbbet fejleszteni a diákokon, azaz hol zajlik eredményes pedagógiai munka.
2022-ben Gosztola Judit a Pénzcentrumon megjelent cikkében Galambos Attilára, az Újpedagógia alapítójára utalva kiemeli, hogy „teljesen elhibázott a mérési módszer, és a magyar oktatási rendszerre jellemző tantárgyi hierarchizálás köszönőviszonyban sincs azon kompetenciák fejlesztésével”.
2023-ban a HVG interjút készített Láng Györggyel, az ELTE Radnóti Miklós Gyakorlóiskola igazgatójával, és Prievara Tiborral, a Szabó Lőrinc Két Tannyelvű Általános Iskola és Gimnázium tanárával.

## Kapcsolódó szócikk
- Főiskolák és egyetemek rangsorai